# Podabacia motuporensis
Podabacia motuporensis är en korallart som beskrevs av Veron 1990. Podabacia motuporensis ingår i släktet Podabacia och familjen Fungiidae. IUCN kategoriserar arten globalt som nära hotad. Inga underarter finns listade i Catalogue of Life.